# ヴェストラン県

ヴェストラン県
Vestland fylke

測地系: 北緯60度55分30秒 東経6度26分42秒 / 北緯60.92500度 東経6.44500度座標: 北緯60度55分30秒 東経6度26分42秒 / 北緯60.92500度 東経6.44500度

ヴェストラン県（ヴェストランけん、ノルウェー語: Vestland）はノルウェー西部の県。ヴェストラン地方（Vestlandet）に属している。北海に面し、北をムーレ・オ・ロムスダール県、東をインランデ県、ヴィーケン県、ヴェストフォル・オ・テレマルク県、南をローガラン県と接する。県庁所在地はベルゲン、県知事所在地はソグンダールのHermansverk。
2020年1月1日にホルダラン県とソグン・オ・フィヨーラネ県（ホルニンダールを除く）が合併して発足。ほとんどの自治体がニーノシュクを用いており、県でもニーノシュクが採用されている。国内でニーノシュクを採用している県は2つしかなく、もう1県がムーレ・オ・ロムスダール県である。

## 地理
数多くのフィヨルドと険しい山々を擁する。同国最大、ヨーロッパ全体で2番目に大きいフィヨルドのソグネ・フィヨルドをはじめ、ハルダンゲル・フィヨルド、ガイランゲル・フィヨルド、ネーロイ・フィヨルドなどがある。最後の2つは世界遺産「西ノルウェーフィヨルド群 - ガイランゲルフィヨルドとネーロイフィヨルド」に登録されている。
またヨーロッパ最大の氷河のヨステダール氷河、ヨーロッパで最も深い湖のホルニンダール湖、世界最長の道路トンネルのラルダールトンネルが県内に所在する。

## 基礎自治体
ヴェストラン県には43の基礎自治体（Kommune）が属している。
ノルウェー語にはブークモールとニーノシュクの2つの筆記法が存在しており、自治体によって採用している筆記法が異なる。中立（Nøytral）はどちらにも限定していないことを表す。ヴェストラン県は41の自治体がニーノシュクを採用しており、中立はわずか2自治体、ブークモールに至ってはどの自治体も採用していない。
| 自治体 コード | 紋章 | 自治体名         | ノルウェー語名 | 人口 (2023年) | 面積 (km2) | 採用言語     | 合併前の所属県             |
| ------------- | ---- | ---------------- | -------------- | ------------- | ---------- | ------------ | -------------------------- |
| 4601          |      | ベルゲン         | Bergen         | 284,208       | 464.71     | 中立         | ホルダラン県               |
| 4602          |      | キン             | Kinn           | 17,179        | 812.30     | ニーノシュク | ソグン・オ・フィヨーラネ県 |
| 4611          |      | エトネ           | Etne           | 4,073         | 735.27     | ニーノシュク | ホルダラン県               |
| 4612          |      | Sveio            | Sveio          | 5,732         | 246.14     | ニーノシュク | ホルダラン県               |
| 4613          |      | ベムロ           | Bømlo          | 12,132        | 246.57     | ニーノシュク | ホルダラン県               |
| 4614          |      | ストルド         | Stord          | 19,098        | 143.69     | ニーノシュク | ホルダラン県               |
| 4615          |      | Fitjar           | Fitjar         | 3,181         | 142.44     | ニーノシュク | ホルダラン県               |
| 4616          |      | ティスネス       | Tysnes         | 2,910         | 255.12     | ニーノシュク | ホルダラン県               |
| 4617          |      | クヴィンヘラド   | Kvinnherad     | 13,058        | 1,090.72   | ニーノシュク | ホルダラン県               |
| 4618          |      | ウレスヴァン     | Ullensvang     | 11,148        | 3,236.63   | ニーノシュク | ホルダラン県               |
| 4619          |      | エイドフィヨルド | Eidfjord       | 962           | 1,491.47   | ニーノシュク | ホルダラン県               |
| 4620          |      | ウルヴィク       | Ulvik          | 1,056         | 720.83     | ニーノシュク | ホルダラン県               |
| 4621          |      | ヴォス           | Voss           | 16,144        | 2,041.97   | ニーノシュク | ホルダラン県               |
| 4622          |      | クヴァム         | Kvam           | 8,531         | 616.47     | ニーノシュク | ホルダラン県               |
| 4623          |      | Samnanger        | Samnanger      | 2,495         | 269.07     | ニーノシュク | ホルダラン県               |
| 4624          |      | Bjørnafjorden    | Bjørnafjorden  | 25,596        | 517.41     | ニーノシュク | ホルダラン県               |
| 4625          |      | アウストヴォル   | Austevoll      | 5,297         | 117.19     | ニーノシュク | ホルダラン県               |
| 4626          |      | Øygarden         | Øygarden       | 39,368        | 314.51     | ニーノシュク | ホルダラン県               |
| 4627          |      | Askøy            | Askøy          | 29,989        | 101.10     | 中立         | ホルダラン県               |
| 4628          |      | Vaksdal          | Vaksdal        | 3,875         | 715.34     | ニーノシュク | ホルダラン県               |
| 4629          |      | Modalen          | Modalen        | 380           | 411.99     | ニーノシュク | ホルダラン県               |
| 4630          |      | Osterøy          | Osterøy        | 8,152         | 255.12     | ニーノシュク | ホルダラン県               |
| 4631          |      | アルヴェ         | Alver          | 29,920        | 679.05     | ニーノシュク | ホルダラン県               |
| 4632          |      | Austrheim        | Austrheim      | 2,856         | 57.56      | ニーノシュク | ホルダラン県               |
| 4633          |      | Fedje            | Fedje          | 513           | 9.27       | ニーノシュク | ホルダラン県               |
| 4634          |      | Masfjorden       | Masfjorden     | 1,654         | 556.07     | ニーノシュク | ホルダラン県               |
| 4635          |      | Gulen            | Gulen          | 2,228         | 597.16     | ニーノシュク | ソグン・オ・フィヨーラネ県 |
| 4636          |      | ソルンド         | Solund         | 756           | 228.46     | ニーノシュク | ソグン・オ・フィヨーラネ県 |
| 4637          |      | Hyllestad        | Hyllestad      | 1,268         | 259.06     | ニーノシュク | ソグン・オ・フィヨーラネ県 |
| 4638          |      | ヘイヤンゲル     | Høyanger       | 3,949         | 907.95     | ニーノシュク | ソグン・オ・フィヨーラネ県 |
| 4639          |      | ヴィーク         | Vik            | 2,561         | 833.39     | ニーノシュク | ソグン・オ・フィヨーラネ県 |
| 4640          |      | ソグンダール     | Sogndal        | 12,198        | 1,257.89   | ニーノシュク | ソグン・オ・フィヨーラネ県 |
| 4641          |      | アウルラン       | Aurland        | 1,775         | 1,467.91   | ニーノシュク | ソグン・オ・フィヨーラネ県 |
| 4642          |      | ラルダール       | Lærdal         | 2,129         | 1,342.42   | ニーノシュク | ソグン・オ・フィヨーラネ県 |
| 4643          |      | Årdal            | Årdal          | 5,172         | 976.42     | ニーノシュク | ソグン・オ・フィヨーラネ県 |
| 4644          |      | Luster           | Luster         | 5,302         | 2,706.55   | ニーノシュク | ソグン・オ・フィヨーラネ県 |
| 4645          |      | アスクヴォル     | Askvoll        | 2,949         | 326.50     | ニーノシュク | ソグン・オ・フィヨーラネ県 |
| 4646          |      | Fjaler           | Fjaler         | 2,913         | 416.17     | ニーノシュク | ソグン・オ・フィヨーラネ県 |
| 4647          |      | サンフィヨルド   | Sunnfjord      | 22,215        | 2,208.13   | ニーノシュク | ソグン・オ・フィヨーラネ県 |
| 4648          |      | ブレマンゲル     | Bremanger      | 3,482         | 832.85     | ニーノシュク | ソグン・オ・フィヨーラネ県 |
| 4649          |      | スタ             | Stad           | 9,543         | 752.78     | ニーノシュク | ソグン・オ・フィヨーラネ県 |
| 4650          |      | グロッペン       | Gloppen        | 5,892         | 1,030.26   | ニーノシュク | ソグン・オ・フィヨーラネ県 |
| 4651          |      | Stryn            | Stryn          | 7,244         | 1,377.78   | ニーノシュク | ソグン・オ・フィヨーラネ県 |

### 廃止された基礎自治体
いずれも2020年1月1日に合併・編入が実施された。
旧ホルダラン県
- 1227 Jondal（ウレスヴァンに編入）
- 1228 オッダ（ウレスヴァンに編入）
- 1234 Granvin（ヴォスに編入）
- 1241 Fusa（Osと合併しBjørnafjordenが発足）
- 1243 Os（Fusaと合併しBjørnafjordenが発足）
- 1245 Sund（Øygardenに編入）
- 1246 Fjell（Øygardenに編入）
- 1256 Meland（Radøy、Lindåsと合併しアルヴェが発足）
- 1260 Radøy（Meland、Lindåと合併しアルヴェが発足）
- 1263 Lindås（Meland、Radøyと合併しアルヴェが発足）

旧ソグン・オ・フィヨーラネ県
- 1401 Flora（Vågsøyと合併しキンが発足）
- 1418 Balestrand（ソグンダールに編入）
- 1419 ライカンゲル（ソグンダールに編入）
- 1430 Gaular（Jølster、Førde、Naustdalと合併しサンフィヨルドが発足）
- 1431 Jølster（Gaular、Førde、Naustdalと合併しサンフィヨルドが発足）
- 1432 Førde（Gaular、Jølster、Naustdalと合併しサンフィヨルドが発足）
- 1433 Naustdal（Gaular、Jølster、Førde、Naustdalと合併しサンフィヨルドが発足）
- 1439 Vågsøy（Floraと合併しキンが発足）
- 1441 Selje（エイドと合併しスタが発足）
- 1443 エイド（ノルウェー語版）（Seljeと合併しスタが発足）
- 1444 ホルニンダール（ノルウェー語版）（ムーレ・オ・ロムスダール県ヴォルダ（ノルウェー語版）に越境編入）

## 交通
欧州自動車道路E16号線が東西方向に、E39号線が南北方向に走っている。南北方向はフィヨルドに分断されている区画が存在するため、フェリーが運行されている。
鉄道は首都オスロとベルゲンを結ぶベルゲン線、支線のフロム線が運行されている。かつてはヴォスとGranvinを結ぶハルダンゲル線が運行されていたが、1989年に廃線となった。
民間の定期便が就航している空港はベルゲン空港（ベルゲン）、Florø空港（キン）、ソグナル空港（ソグンダール）、Førde空港、サンダネ空港（グロッペン）、ストルド空港（ストルド）がある。